# IEEE Transactions on Fuzzy Systems
IEEE Transactions on Fuzzy Systems (skrót: IEEE T Fuzzy Syst, TFS) – amerykańskie czasopismo naukowe dotyczące teorii, projektowania i zastosowań systemów rozmytych (od urządzeń po oprogramowanie). Ukazuje się od 1993 roku. Oficjalny organ IEEE Computational Intelligence Society (CIS). Dwumiesięcznik.
Pismo ma współczynnik wpływu impact factor (IF) wynoszący 8,759 (2018/19). W międzynarodowym rankingu SCImago Journal Rank (SJR) mierzącym znaczenie poszczególnych czasopism naukowych „IEEE Transactions on Fuzzy Systems" zostało w 2018 roku sklasyfikowane na:
- 5. miejscu wśród czasopism z zakresu sterowania i inżynierii systemów[5]
- 8. miejscu wśród czasopism z zakresu sztucznej inteligencji[6]
- 7. miejscu wśród czasopism z zakresu teorii obliczeniowej i matematyki[7]
- 16. miejscu wśród czasopism z zakresu matematyki stosowanej[8]

W polskich wykazach czasopism punktowanych przez Ministerstwo Nauki i Szkolnictwa Wyższego publikacja w tym czasopiśmie otrzymywała 45-50 punktów (lata 2013-2016).
Redaktorem naczelnym czasopisma od 2017 roku jest Jonathan Garibaldi – związany z School of Computer Science brytyjskiego University of Nottingham. 